# Carl Gustav Jung
Carl Gustav Jung (ur. 26 lipca 1875 w Kesswil, zm. 6 czerwca 1961 w Küsnacht) – szwajcarski psychiatra, psycholog, naukowiec, artysta malarz. Był jednym z twórców psychologii głębi, na bazie której stworzył własne koncepcje ujęte jako psychologia analityczna (stanowiącą częściową krytykę psychoanalizy). Wprowadził pojęcia kompleksu, introwersji i ekstrawersji, nieświadomości zbiorowej, synchroniczności oraz archetypu, które odgrywają ważną i kontrowersyjną rolę w naukach o kulturze i w badaniach neurologicznych, oraz w fizyce kwantowej.

## Życiorys

### Lata młodości
Pochodził ze starej niemieckiej rodziny osiadłej w Moguncji. Jego dziadkiem był szwajcarski wolnomularz, rektor i profesor chirurgii, anatomii oraz tworzącej się psychiatrii na Uniwersytecie w Bazylei Karl Gustav Jung (1794–1864). Istniała rodzinna „legenda”, iż stary Carl Gustav był nieślubnym dzieckiem Goethego, co bardzo imponowało wnukowi, natomiast ojciec, Johann Paul Achilles Jung, był arabistą i pastorem reformowanego kościoła luterańskiego, podobnie jak wielu krewnych po mieczu i po kądzieli. Przyszły teść Paula, pastor Samuel Preiswerk, był jego profesorem hebrajskiego na Uniwersytecie Bazylejskim. Ślub Paula z Emilie Preiswerk odbył się w kwietniu 1869. Emilie Jung-Preiswerk interesowała się okultyzmem. Pierwsze dziecko młodej pary, Paul, umarło kilka dni po narodzeniu (w 1873). Carl Gustav był samotnym dzieckiem, pod wielkim wrażeniem snów i koszmarów, jakie przeżywał przez całe życie i które stanowiły „laboratorium” i inspirację jego dzieła. Miewał trudności w szkole nie tylko z kolegami (był zawsze wyrośniętym chłopcem i przewyższał wzrostem innych uczniów), ale i z nauką. W swej tak zwanej autobiografii, pt. „Memories, Dreams, Reflections”, pisał o problemach jakie miał w pojmowaniu algebry. Brytyjski psychoanalityk i pediatra, Donald Woods Winnicott, osądził, że było prawdopodobne, iż Jung cierpiał wówczas na depresję. Jedyna jego siostra, Johanna Gertrud, urodziła się, gdy Carl miał dziewięć lat. Później pomagała swemu bratu jako sekretarka. Ojciec Junga zmarł w 1895, gdy miał on rozpocząć studia medyczne. Rodzina Jungów nie była zamożna; pomocy udzieliła jej wówczas ciotka Carla.
Studia medyczne ukończył na Uniwersytecie Bazylejskim. W 1900 roku przeniósł się do Zurychu, gdzie objął posadę lekarza asystenta w Klinice Psychiatrii Uniwersytetu Zuryskiego (Burghölzli) – pracę zaczynał na stanowisku asystenta Eugena Bleulera. W 1902 obronił pracę doktorską O psychologii i patologii tak zwanych zjawisk tajemnych. 14 lutego 1903 poślubił Emmę Rauschenbach – trwające ponad pięćdziesiąt lat małżeństwo przyniosło pięcioro dzieci: Agathe Niehus (ur. 28 grudnia 1904), Gret Baumann (ur. 8 lutego 1906), Franz Jung-Merker (ur. 28 listopada 1908), Marianne Niehus (ur. 20 września 1910) i Helene Hoerni (ur. 18 marca 1914).

### Początki życia zawodowego
W 1904 do kliniki Burghölzli została przyjęta dziewiętnastoletnia pacjentka z Rosji, Sabina Spielrein. Była to nadzwyczaj inteligentna kobieta, o której mówiono, że przewróciła Jungowi zmysły. Charakter erotyczny ich relacji nie ulega wątpliwości, nie mamy jednak dowodów na to, iż byli parą. Leczenie szpitalne Sabiny zakończyło się po roku. Ona zaś dostała się na studia medyczne w Zurychu. Kontakt lekarza z pacjentką trwał jednak siedem lat i zawdzięczamy mu nie tylko korespondencję, ale i pojęcia jak przeciwprzeniesienie i anima, oraz piśmiennictwo Sabiny Spielrein. Jung bał się skandalu niebezpiecznego dla kariery i szukał zawodowego poparcia u Zygmunta Freuda. Jung chciał wysłać Sabinę na konsultacje do niego, ale Freud się nie zgodził – może sam się obawiał ‘erotycznej zarazy’. Faktem jest, że dopiero w 1911 Sabina sama się wybrała do Wiednia, gdzie pozostała i odebrała szkolenie psychoanalityczne.
W 1905 Jung habilitował się z psychiatrii i został ordynatorem kliniki. W latach 1904–1905 w założonym przez siebie laboratorium psychopatologii doświadczalnej razem z amerykańskimi badaczami Carlem Petersonem i Charlesem Ricksherem wykonał badania nad tzw. eksperymentem skojarzeniowym przeprowadzonym za pomocą własnoręcznie skonstruowanego galwanometru. Wyniki, które ogłosił, przyniosły mu sławę zwłaszcza w USA, co zaowocowało pierwszą podróżą do Stanów Zjednoczonych (1909), gdzie (razem z Zygmuntem Freudem) otrzymał tytuł doctora honoris causa Uniwersytetu Clarka. W tym samym roku zrezygnował z pracy w klinice Burghölzli i otworzył praktykę prywatną w Küssnacht, którą prowadził przez całe późniejsze życie.

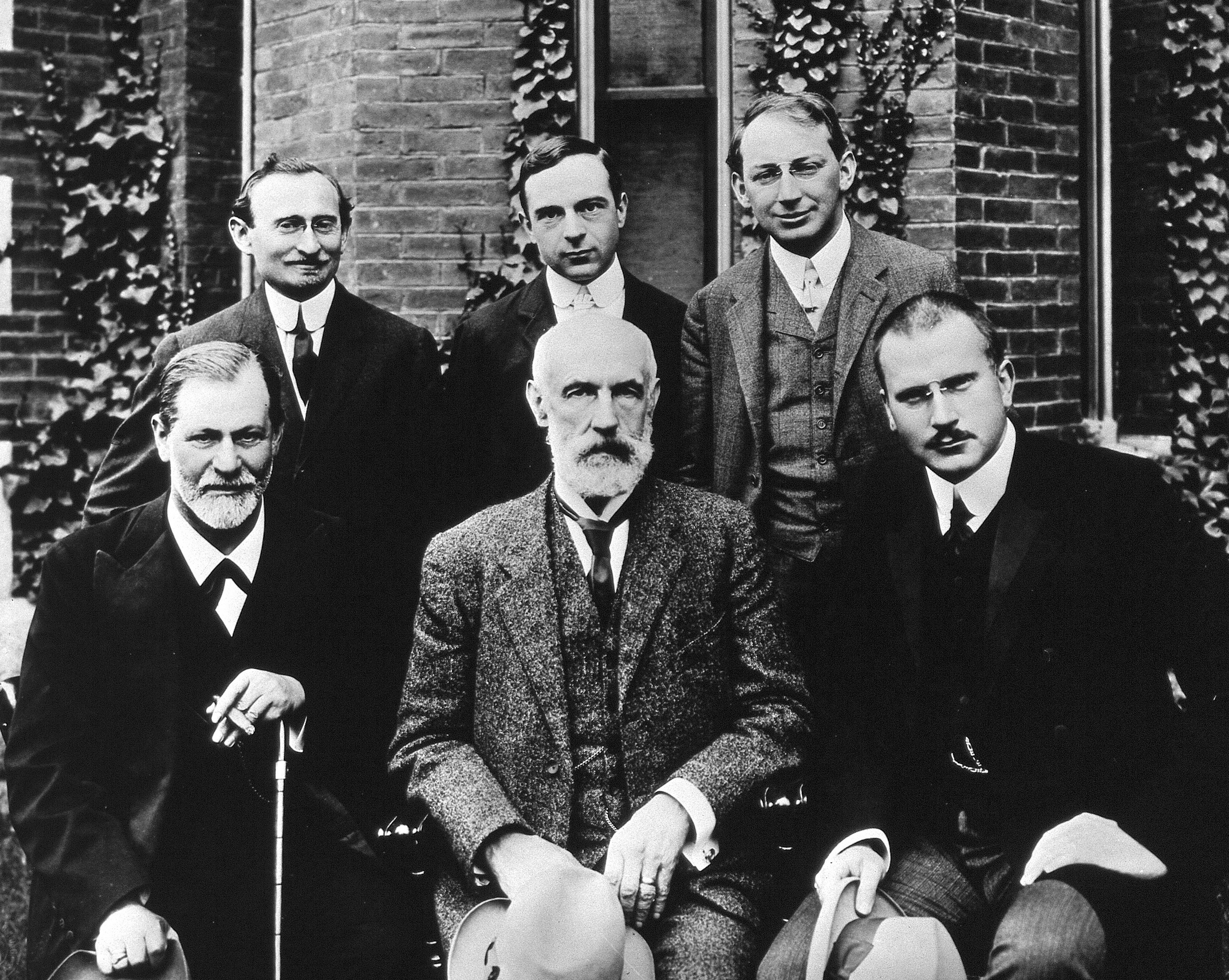
1909 rok. W pierwszym rzędzie: Zygmunt Freud, Granville Stanley Hall, C.G.Jung, z tyłu: Abraham A. Brill, Ernest Jones, Sándor Ferenczi

### Jung a Freud, niespełnione oczekiwania
W 1907 Jung udał się do Wiednia na pierwsze spotkanie z Zygmuntem Freudem – rozpoczęło ono trwający kilka lat okres intensywnej współpracy i przyjaźni. Jung był wtedy bardziej znany wśród naukowców nowej dziedziny psychologii niż neurolog Freud. Z czasem ten zaczął dostrzegać w Jungu swego najwybitniejszego ucznia i następcę; mianował go redaktorem naczelnym powołanego przez siebie Jahrbuch für psychoanalytische und psychopathologische Forschungen, a także powierzył funkcję przewodniczącego założonego przez siebie Międzynarodowego Towarzystwa Psychoanalitycznego (Jung pełnił tę funkcję w latach 1910–1913).
Do zerwania z Freudem doszło w 1913 w wyniku opublikowania przez Junga książki Wandlungen und Symbole der Libido (wznawianej obecnie pt. Symbole der Wandlung. Analyse des Vorspiels zu einer Schizophrenie (Symbole przemiany. Analiza preludium do schizofrenii)), w której przedstawił własne ujęcie kompleksu kazirodztwa i definicję pojęcia libido. Sam Jung twierdził, że głównym powodem zerwania z psychoanalizą Freuda było nieakceptowanie panseksualizmu; Jung nie podzielał przekonania Freuda, że w każdym zachowaniu człowieka dominującą rolę pełnią motywy czysto seksualne.
W tym samym roku Jung zrezygnował z pracy dydaktycznej na rzecz własnych badań i praktyki prywatnej. Kryzys psychiczny, jaki pociągnęło za sobą zerwanie z Freudem, a także wybuch I wojny światowej spowodowały, że aż do 1921 – a zatem do chwili opublikowania Psychologische Typen (Typy psychologiczne) – publiczna aktywność Junga znacznie osłabła, ale to właśnie w tym okresie wykrystalizowały się idee, które zawarł w późniejszych dziełach. W 1913 zaczął tworzyć swój tajemny ‘dziennik’, zresztą przerwany w połowie zdania czternaście lat później, któremu powierzał swoje marzenia, strachy i wyobrażenia tak pismem gotyckim, jak i barwnymi scenami i dekoracjami. Dziennik ten, zwany „Liber Novus”, został opublikowany jako faksymile z przedmową i tłumaczeniem angielskim w 2009, pod tytułem The Red Book, Czerwona Książka.

### Poszukiwania i podróże
Po zerwaniu z Freudem, życie Junga i jego rodziny nabrało nowego charakteru. Dawniejsze obawy o zabezpieczenie bytu ustąpiły z uwagi na rosnącą prywatną praktykę i z powodu zasobów majątkowych jego żony, Emmy. Rodzina letniskowała w namiotach na wysepce, na której kiedyś było opactwo, na Jeziorze Zuryskim. Z tego wyłoniła się u niego chęć zbudowania tam prostego szałasu. Tubylcy byli przeciwni tej inicjatywie ‘lekarza umysłowego’, ponieważ uważali to miejsce za święte. Dopiero po kilku latach, w 1921, udało się Jungowi kupić kawałek ziemi na brzegu Jeziora Zuryskiego w miejscowości Bollingen. Tutaj powstała w ciągu trzydziestu lat, własnoręcznie projektowana, budowana i udekorowana kamienna ‘wieża’ w Bollingen, a właściwie mała twierdza z surowca z pobliskiego kamieniołomu, jako symbol tożsamości.
Późniejsze prace Junga koncentrują się wokół problemu istnienia nieświadomości zbiorowej i osobniczej oraz ich treści, które dochodzą do głosu w marzeniach sennych, różnych przejawach ludzkiej aktywności twórczej, symbolach religijnych itp. W związku z badaniami nad historią symboli Jung udał się na wyprawy badawcze do Afryki Północnej (1921), do Arizony i Nowego Meksyku (1924–1925), do Kenii (1926) i do Indii (1938). Podjął też (we współpracy z Richardem Wilhelmem i Heinrichem Zimmerem) studia nad psychologią, filozofią i religią Wschodu. Napisał między innymi „europejski komentarz” do opublikowanego przez Richarda Wilhelma tekstu traktatu taoistycznego pt. Sekret Złotego Kwiatu (1928), komentował z pozycji europejskiego psychologa wielkie systemy filozoficzno-medytacyjne rozpowszechnione w Indiach, Chinach i Japonii (m.in. Komentarz psychologiczny do Tybetańskiej Księgi Wielkiego Wyzwolenia, Joga i Zachód, O psychologii wschodniej medytacji). Razem z węgierskim filologiem klasycznym Karlem Kerényim prowadził badania nad mitologią grecką – rezultatem tych prac było opublikowanie książki Einführung in das Wesen der Mythologie.

## Poglądy

### Nietzsche, filozofia i religia
Ogłoszenie ‘śmierci’ Boga przez filozofa niemieckiego, Nietzschego, w 1881, miało dalekosiężny oddźwięk w poglądach nie tylko Junga, ale wśród wielu jego współpracowników i ogólnie w społeczeństwie jego czasu. Osobny rozdział w dziele Carla Gustava Junga stanowi psychologia religii, którą uważał za swego rodzaju pierwotny, choć nader subtelny system psychoterapeutyczny. Spotkaniu Junga z religią Zachodu ton nadawał problem zła i jego stosunek do chrześcijańskiej idei Boga jako Najwyższego Dobra. Kwestii tej poświęcił wiele artykułów i rozpraw, spośród których najważniejsze powstały w latach czterdziestych – w czasie trwania II wojny światowej i zaraz po jej zakończeniu: Psychologia a religia, Próba psychologicznej interpretacji dogmatu o Trójcy św., Odpowiedź Hiobowi.

### Kwestia alchemii
Drugą połowę swego życia Jung poświęcił badaniom nad alchemią, historycznym prekursorem dzisiejszej chemii a sięgającym do starożytnego Babilonu, Asyrii i Egiptu. W tym celu nagromadził poważną bibliotekę prac średniowiecznych na ten temat. Te zainteresowania Junga ściśle wiązały się z koncepcją jego indywiduacji oraz z badaniami nad religiami zachodnimi, jak i wschodnimi. W alchemii dostrzegał świadectwo zmagań ludzkiego ducha z własnym doświadczeniem wewnętrznym. Według Junga, w czasach, gdy nauki jeszcze nie zdążyły się wyspecjalizować, a granica między tym, co subiektywne, a tym, co obiektywne, była nader płynna, alchemia mogła stanowić swego rodzaju pre-psychologię. W alchemii także znalazły wyraz te świadectwa życia duszy ludzkiej, które nie mogły się doczekać uznania przez ówczesny Kościół. Poglądy te Jung zawarł w powstałych w latach 1940–1960 pracach Aion. Przyczynki do symboliki Jaźni, Psychologia a alchemia, Mysterium coniunctionis.
Według Junga, podczas procesu alchemicznego następuje projekcja treści nieświadomości na substancję, nad którą alchemik pracuje, wskutek czego obserwacji towarzyszą treści wewnętrzne. W Psychologii przeniesienia projekcja definiowana jest jako forma relacji z obiektem, przy czym może mieć ona formę negatywną, gdy manifestuje się w postaci oporu, odrazy, nienawiści, lub pozytywną, gdy przyjmuje symbolikę syntezy przeciwieństw. Jung uważał, że jest to działanie nieintencjonalne, wypływające samo z siebie: treści nieświadomych się nie projektuje, projekcje zastaje się gotowe – dlatego też mają tak obezwładniający charakter. Poprzez udział nieświadomości w trakcie pracy, cały proces cechuje się głęboką afektywnością.

### Zaczątki fizyki kwantowej i płaszczyzna ‘psychoidu’
Jung bardzo się interesował postępami współczesnej nauki, zwłaszcza fizyki, a szczególnie nowej dziedziny: fizyki kwantowej. W rozwoju teorii względności dostrzegał fizykalną analogię swoich dokonań w dziedzinie psychologii. Sądził, że zdobycze współczesnej fizyki w połączeniu z badaniami psychologicznymi pozwolą wyjaśnić wiele spraw uznawanych za mistyczne czy takich, których istnienie wręcz się neguje. Jung żywo się zajmował problemem percepcji pozazmysłowej badanym na Uniwersytecie Cornella przez Josepha Banksa Rhine’a, z którym korespondował. Rozważania nad fenomenami jakie stanowią tzw. zbiegi okoliczności, doprowadziły go do pojęcia ‘psychoidu’, mniemanej płaszczyzny, znanej nurtowi witalizmu, którą adaptował do swej nowej teorii tzw. synchroniczności, opartej na ‘zasadzie akauzalnej’. Razem z noblistą fizykiem Wolfgangiem Paulim prowadził badania nad synchronicznością, których wyniki opublikował w wydanej razem z nim pracy pt. „Synchronizität als ein Prinzip akausaler Zusammenhänge”.

### Praca dydaktyczna – korespondencja – wywiad
Carl Gustav Jung prowadził ożywioną działalność dydaktyczną w postaci wygłaszanych wykładów i seminariów. Seminaria (które miały miejsce przede wszystkim w Stanach Zjednoczonych w latach dwudziestych i trzydziestych, m.in. na Uniwersytecie Fordham, Uniwersytecie Clarka, Yale’a i Harvarda) poświęcił m.in. marzeniom sennym dzieci, interpretacji książki Nietzschego Tako rzecze Zaratustra oraz życiu symbolicznemu, a także w Londynie, m.in. ‘The Tavistock Lectures’. Był poliglotą, regularnie uczestniczył w sympozjach towarzystwa Eranos organizowanych w Asconie, którym do śmierci przewodniczył. Jego bogata korespondencja została opublikowana (we fragmentach) w trzech tomach obejmujących tysiąc pięćset listów. Warto zauważyć, że w 1961, ostatnim roku swego życia, Jung prowadził pokrzepiającą korespondencję z Amerykaninem, „Billem W.”, jednym z głównych założycieli Anonimowych Alkoholików, w której podał mu hasło spiritus contra spiritum.
W 1959 John Freeman z brytyjskiej BBC przeprowadził wywiad telewizyjny z profesorem Jungiem w serii Face to Face.

### Zapatrywania na Trzecią Rzeszę
Już od lat 30. stawiane były zarzuty, że Jung mógł sympatyzować z postawą Trzeciej Rzeszy wobec ludzi pochodzenia żydowskiego, lub że był osobiście antysemitą. W 1934 roku pisał o narodowym socjalizmie jako „wielkim zjawisku, na które cały świat patrzy ze zdumieniem”, a także – że „nieświadomość «aryjska» ma większy potencjał niż żydowska”. Wielokrotnie z pogardą wyrażał się o tzw. „żydowskiej psychologii”, jako cel swego ataku obierając przede wszystkim teorię Zygmunta Freuda. Jednocześnie istnieją przykłady, gdzie wstawiał się wielokrotnie za lekarzami i analitykami pochodzenia żydowskiego, aby ich bronić przed nagonką nazizmu przed II wojną światową. W tym okresie Jung miał uczestniczyć w dwóch spiskach dążących do zdiagnozowania Hitlera jako umysłowo chorego i niezdatnego do przywództwa. Ponadto wyrażane przezeń poglądy antysemickie były powszechne w jego sferze społecznej, ale, jak pisze o tym Nechama Tec, kiedy przyszło do bezprawia, ludzie tego pokroju potrafili wstawić się za Żydami nawet z narażeniem własnego życia. W swojej przedmowie  do wydania książki Junga O współczesnych wydarzeniach (1988) prof. Andrew Samuels twierdzi, że osobiście Jung nie okazywał antysemityzmu w stosunkach z przyjaciółmi i współpracownikami pochodzenia żydowskiego. Po wojnie Jung nie szukał usprawiedliwienia i przyznał, np. swemu przyjacielowi, rabinowi Leo Baeckowi, że popełnił błędy w swojej postawie wobec Żydów.

## Kontrowersje
Jako współzałożyciel psychologii głębi Jung jest nadal postacią kontrowersyjną. Zastrzeżenia go dotyczące można podzielić na trzy rodzaje: z punktu widzenia naukowego, teologicznego i personalnego co do jego osobowości. Często bywają wszystkie trzy pomieszane, np. u polskiego jezuity Aleksandra Posackiego. Amerykański wychowanek jezuitów i historyk psychologii, Richard Noll, zarzucał, że Jung był właściwie założycielem kultu, a nie naukowcem. Z dziedziny antropologii, francuski badacz sztuki afrykańskiej, polemizował, że teoria archetypów jest zupełnie bez podstaw naukowych. Charakterystyką tych ataków jest energia i rozmiar wkładu poświęconego im przez autorów.
Psychiatra Michael Fordham twierdził, że w olbrzymim dorobku, poza „dziwactwami” Junga, są niezastąpione i oryginalne wartości zasługujące na uwagę i dalsze badania naukowe. Takie badanie komentuje np. Barbara Stephens, w artykule o granicach psychologii analitycznej z kwestiami teologii i tym co uchodzi za święte w korespondencji Junga z Martinem Buberem. Obecnie rozwinęła się polemika na tle kwestii czy był ‘jeden’ Jung, czy też ‘dwie postacie’: ezoteryczny Jung i egzoteryczny Jung, według Wolfganga Giegericha, oponowana przez Marka Sabana.
Angielski psychiatra Anthony Storr sugerował, że Jung posiadał pewne cechy charakterystyczne dla charyzmatycznego guru – przeżył „oświecenie”, uogólniał subiektywne doświadczenia, był elitarystą, porzucił tradycję naukową, w której został wykształcony, żywił głębokie przekonanie o słuszności swoich poglądów i postępowania.

## Obszary badawcze Junga

### Fenomenologia
Nadrzędnym dla całej metody Junga obszarem były badania fenomenologiczne, a w ich ramach badania sfery doświadczenia symbolicznego. Przedmiotem badań Junga były tu wytwory spontanicznej aktywności symbolicznej psyche i to zarówno w wymiarze jednostkowym, jak i społecznym, historycznym czy kulturowym. Wytworami podlegającymi analizie były tu: marzenia senne, fantazje, wizje oraz baśnie i mity. Jung prowadził wieloletnie studia nad symboliką alchemii, gnostycyzmu, mitologii, a także religii chrześcijańskiej.

### Studia filozoficzne
Drugim obszarem badań Junga były studia filozoficzne, bo to właśnie one najwyraźniej ukierunkowały proces formułowania ogólnych zarysów jego koncepcji. Mowa tu z jednej strony o niemieckim idealizmie i filozofii niemieckiego romantyzmu, z drugiej – o filozofii starożytnej Grecji (m.in. platonizm, ale i późniejszy neoplatonizm) oraz początkach myśli chrześcijańskiej (w jej nurcie zasadniczym – Ojców Kościoła, jak i przede wszystkim w nurcie heretyckim – filozofii gnostyckiej). Tylko w perspektywie rozumienia filozoficznego rodowodu myśli Junga może być czytelna jego całościowa wizja świata i człowieka i tylko w tej perspektywie zrozumiałe okazują się kolejne propozycje teoretyczne: synchroniczność, antycypacja, jungowska emanacyjna wizja świata i Boga, koncepcja człowieka „stającego się” – zmierzającego ku Pełni i duchowego oraz rozumienie natury zła.

### Podłoże psychosomatyczne, patologiczne zaburzenia i terapia
Kolejnymi obszarami badań psychologiczno-psychiatrycznych były: podłoże psychosomatyczne osobowości człowieka (test skojarzeń słownych z użyciem pneumografu i galwanometru), sferę patologicznych zaburzeń psychicznych (schizofrenia, histeria), jak również, a może nawet przede wszystkim, długofalowy proces terapii zaburzonych psychologicznie osób (psychoterapia psychoanalityczna). Badania Junga obejmowały przy tym szerokie spektrum zagadnień, od chorób psychicznych aż po zjawiska paranormalne. Właśnie tutaj stykały się dwa przyswojone przez Junga paradygmaty badawcze, jeden antymaterialistyczny, teoretyczno-spekulatywny, osadzony na gruncie filozofii idealistycznej i fenomenologii, a drugi pozytywistyczno-materialistyczny, wyniesiony przez Junga z nauk przyrodniczych (medycyny).

### Struktura osobowości według Junga

#### Podsystemy psyche
W jungowskim myśleniu o psyche zdaje się przeważać perspektywa systemowa. Jung pisze o niej jako o względnie zamkniętym systemie samoregulującym, który składa się z kilku zasadniczych podsystemów. Tymi podsystemami są z jednej strony sfera świadomości i nieświadomości, w ramach zaś innego podziału z hierarchicznie uporządkowanych podsystemów:
1. ego/ja – adaptującego psyche do środowiska zewnętrznego
2. persony – odpowiedzialnej za adaptację jednostki do rzeczywistości społecznej
3. duszy – wspomnianej wyżej funkcji adaptującej do rzeczywistości wewnętrznej podmiotu, dzieli się ona na dwa rodzaje: Anima (kobieca strona męskiej psychiki) i Animus (męski archetyp kobiecej psychiki). Dusza jest przeciwieństwem i dopełnieniem persony.
4. nieświadomości indywidualnej – zawierającej materiał oderwany od pola świadomości jednostki oraz
5. nieświadomości zbiorowej – czyli obszaru nieświadomego, wspólnego całemu rodzajowi ludzkiemu.

Z kolei każdy z tych pięciu podsystemów ma także własną strukturę, ale wspólną ich właściwością jest uporządkowanie elementów zgodne z nadrzędnym porządkiem koncentrycznym, czyli takim, w którym siatka znaczeń, wszelkiego rodzaju wzorców regulacyjnych i doświadczeń, skupia się wokół punktów kardynalnych, czyli kompleksów.
„Ja” jest zatem centrum skupiska treści zgromadzonych wokół niego w polu świadomości i odnoszących się w jakiś sposób do niego. To samo dotyczy „persony”, która skupia wokół siebie formy zachowań i doświadczeń, przystosowawczych do konkretnego środowiska społecznego. „Dusza” to nieświadoma postawa funkcjonalna, odpowiedzialna za przystosowanie podmiotu, w tym integrowanie i właściwe reagowanie na treści ze świata wewnętrznego (sfery nieświadomości indywidualnej i zbiorowej). Patrz też: Anima / Animus.
Nieświadomość indywidualna to treści osobnicze mające źródło w doświadczeniu jednostki (zgrupowane wedle wspomnianego modelu strukturalnego w kompleksy funkcjonalne); natomiast nieświadomość zbiorowa, to wrodzone i tkwiące potencjalnie w każdej istocie ludzkiej kolektywne wzorce doświadczania, aktualizujące się jednak sytuacyjnie i z ukrycia formułujące świadomość człowieka. Na nieświadomość osobową składają się więc dwa rodzaje treści: treści dające się dowolnie reprodukować i niedające się reprodukować w sposób dowolny, natomiast na nieświadomość zbiorową: treści, które w ogóle nie mogą zostać uświadomione (są to archetypy oraz instynkty).

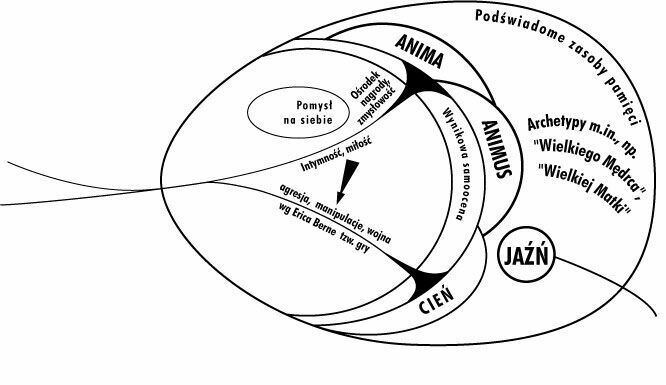
Model graficzny podstawowych konceptów Carla Junga, uwzględniający także elementarne pojęcia psychologiczne teorii Erica Berne’a i Carla Rogersa. Po lewej stronie zaznaczono świadomy obszar pamięci, po prawej obszar treści nieświadomych. Zgodnie z teorią Junga osobowo „niechciane”, często neurotyczne lub przesadne postawy czy wzorce zachowań danej osoby tworzą jej Cień. Cień zawiera także w znacznej mierze nieświadome wewnętrzne wyobrażenie, czy też obraz kobiecości (Anima) / w przypadku kobiety wyobrażenie męskości (Animus). W obszarze nieświadomości tkwią liczne archetypy np. Archetyp Starego Mędrca, Archetyp Wielkiej Matki etc. Jung wyróżnił i szczegółowo dyskutował, zasadniczy dla rozwoju człowieka archetyp nazwany przez niego Jaźnią

#### Próba odniesienia koncepcji Erica Berne’a do koncepcji Junga
Można w oparciu o powyższy schemat próbować zintegrować psychologię analityczną Junga z podstawowymi pojęciami Erica Berne’a. W wypadku niemożności pozostawania w relacji intymnej, czy też aby uzyskać pewne „korzyści” psychologiczne stosowane są w relacjach społecznych tzw. gry (gry społeczne, Eric Berne: Games people play). Scenariusze tych gier pochodzą z podświadomych zasobów pamięci z obszaru Cienia.
Na mniemanie o sobie, tzw. autoportret (self-esteem) mają wpływ treści podświadome, jak i wiedza o podejmowanych działaniach, toteż jego symbol graficzny zaznaczono na schemacie pomiędzy obszarem treści świadomych i nieuświadamianych w pełni.

## Dzieła zebrane
Dzieła zebrane (Gesammelte Werke) Carla Gustava Junga, publikowane obecnie staraniem niemieckiego wydawnictwa Patmos-Verlag, obejmują dwadzieścia tomów; kolekcja ta jest stale uzupełniana o dodatkowe tomy obejmujące teksty seminariów i wykładów. Pod koniec życia, przy redakcji Anieli Jaffé, przyczynił się do ‘autobiografii’ Wspomnienia, sny, myśli.